# (10882) Shinonaga
(10882) Shinonaga est un astéroïde de la ceinture principale.

## Description
(10882) Shinonaga est un astéroïde de la ceinture principale. Il fut découvert le 3 novembre 1996 à Kitami par Kin Endate et Kazuro Watanabe. Il présente une orbite caractérisée par un demi-grand axe de 2,76 UA, une excentricité de 0,15 et une inclinaison de 5,4° par rapport à l'écliptique.

## Compléments